# Richard William Howard Vyse

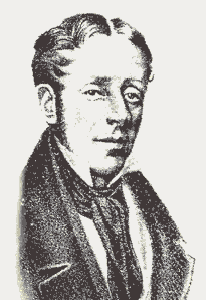
Richard William Howard Vyse

Richard William Howard-Vyse (geborener Vyse; * 25. Juli 1784 in Stoke Poges, Buckinghamshire, England; † 8. Juni 1853 ebenda) war ein britischer Offizier, Politiker, Anthropologe und Ägyptologe.
Vyse ist durch seine gemeinsamen Forschungen mit John Shae Perring an den Pyramiden von Gizeh im Jahr 1837 bekannt geworden, bei denen er nicht vor der Verwendung von Sprengstoff zur Öffnung verschlossener Kammern zurückschreckte („gunpowder archaeology“).

## Privatleben
Richard William Vyse wurde 1784 als Sohn des Generals und Politikers Richard Vyse (1746–1825) und dessen Frau Ann Howard, der Tochter des Feldmarschalls George Howard (1718–1796), in Stoke Poges geboren. Am 13. November 1810 heiratete er seine Gattin Frances.
1812 nahm Vyse den Familiennamen seiner Mutter Howard als zusätzlichen Namen mit königlicher Genehmigung an, als er deren Ländereien erbte. Mit seiner Frau Frances hatte er acht Söhne und zwei Töchter. Vyse starb in seinem Geburtsort Stoke Poges am 8. Juni 1853.

## Militärische Karriere
Vyse begann seine militärische Karriere als Cornet beim 1st (Royal) Regiment of Dragoons. Ein Jahr später wechselte er als Lieutenant zum 15th (The King’s) Regiment of (Light) Dragoons. 1801 stieg er in den Rang eines Captains auf. 1809 diente er als Aide-de-camp seines Vaters beim Stab des Yorkshire-Distrikts. Die University of Oxford verlieh ihm 1810 den Ehrengrad D.C.L.
1813 wurde zum Major befördert. Er wurde 1815 zum 87th (The Prince of Wales’s Own Irish) Regiment of Foot, 1816 zum 2nd Regiment of Life Guards und schließlich 1819 zur 1st West India Regiment versetzt. 1825 erfolgte die Beförderung zum Lieutenant-Colonel. Sein weiterer Aufstieg führte über seine Beförderung zum Colonel im Jahre 1837 schließlich zum Rang eines Major-General im Jahre 1846.

## Politische Karriere
Vyse war Abgeordneter des House of Commons für die Wahlbezirke Beverley (1807–1812) und Honiton (1812–1818). In den Jahren 1824 und 1831 diente er im Amt des High Sheriff von Buckinghamshire.

## Ägyptologie

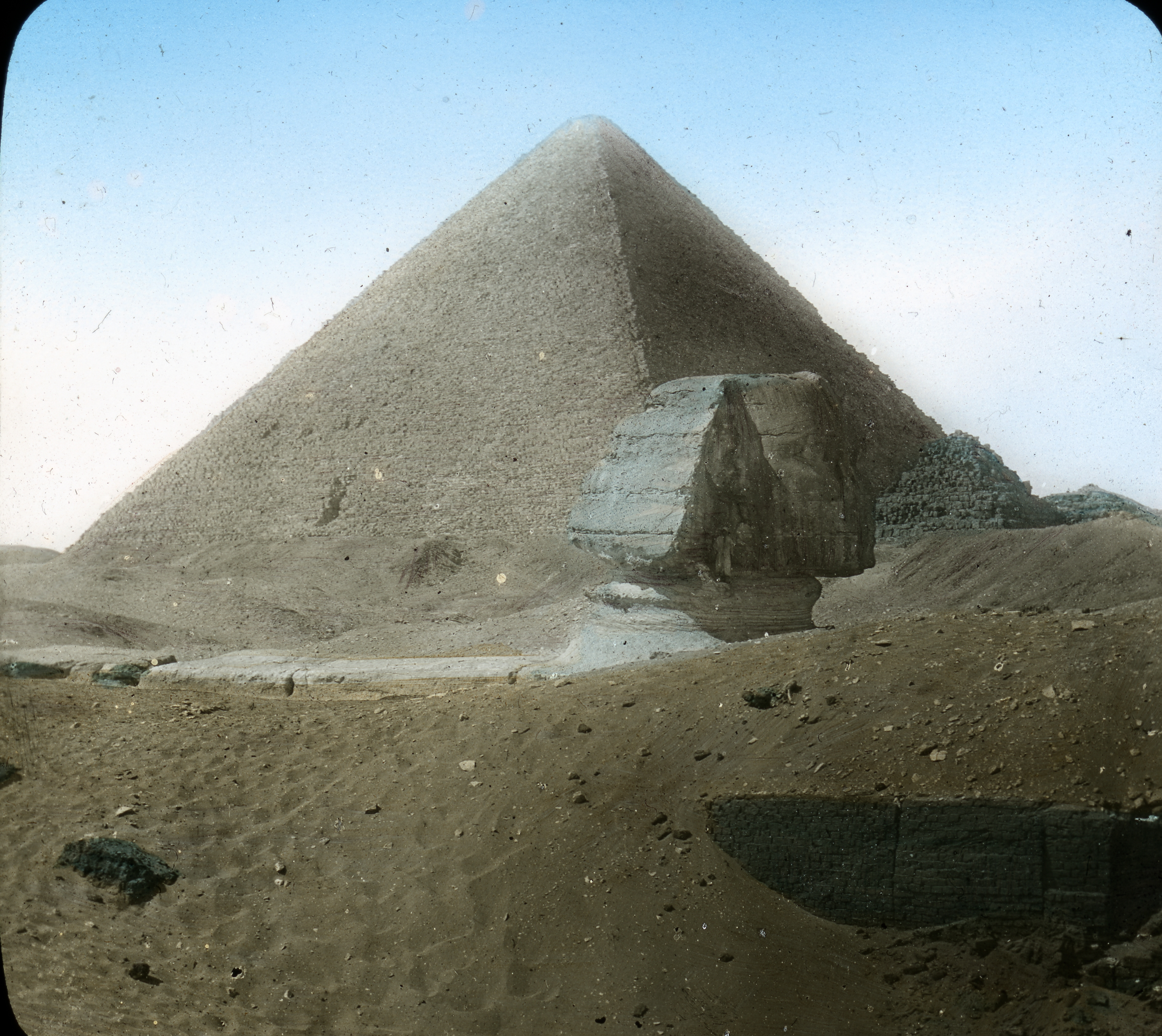
Auf der Südseite der Cheops-Pyramide ist eine Bresche zu erkennen, wo Vyse versuchte einen Zugang von der Südseite zu sprengen („Vyse’s Hole“)

Vyse kam 1835 erstmals nach Ägypten und begann 1836 zusammen mit Giovanni Battista Caviglia mit Ausgrabungen in Gizeh. Nachdem er sich von Caviglia getrennt hatte, arbeitete er mit seinem neuen Assistenten John Shae Perring an der Erforschung der Pyramiden von Gizeh.
Vyse konnte mit der gewaltsamen Methode der Sprengung innerhalb der Cheops-Pyramide eine bedeutende Entdeckung machen. Nachdem bereits Caviglia vergeblich versucht hatte, von der ersten, bereits 1765 von Nathaniel Davidson entdeckten Druckentlastungskammer, sich einen Weg zum südlichen „Luftschacht“ freizusprengen, begann Vyse von dieser Kammer aus Sprengungen nach oben vorzunehmen. Er vermutete dort weitere Kammern, da er einen dünnen Zweig durch einen Mauerspalt schieben konnte. Über einen Zeitraum von dreieinhalb Monaten gelang Vyse so die Entdeckung weiterer vier Entlastungskammern. Besonders bemerkenswert war, dass in diesen Kammern Arbeitergraffiti erhalten waren, die so die eindeutige Zuordnung des Bauwerks zu Cheops ermöglichten. Des Weiteren versuchte er, in die untere Hälfte der Südseite der Pyramide einen Zugang zu sprengen. Die noch heute sichtbare neun Meter tiefe Bresche zwischen der 18. und 31. Steinlage ist als „Vyse’s Hole“ bekannt.
In der Mykerinos-Pyramide sprengte Vyse einen senkrechten Schacht von der im Jahre 1196 angelegten Bresche des Othman bis zur Pyramidenbasis frei, jedoch ohne im Pyramidenkörper weitere Kammern zu entdecken. In der Unterstruktur der Mykerinos-Pyramide fand Vyse einen prachtvollen Sarkophag, den er aus der Pyramide entfernen ließ und nach England verschiffte. Allerdings sank das Schiff mitsamt dem Sarkophag während der Überfahrt im Mittelmeer.
Weiterhin führte Vyse Bohrungen in der Königinnenpyramide G-Ib und in der Großen Sphinx durch. Bei letzterer Bohrung blieb der Bohrmeißel in der Sphinx stecken und konnte auch nicht freigesprengt werden, worauf Vyse ihn dort zurückließ, um das Monument nicht durch weitere Sprengungen zu beschädigen.
Nach Vyses Rückkehr ins Vereinigte Königreich übernahm Perring die Fortführung der Forschungsarbeiten.
Vyse veröffentlichte seine Forschungsergebnisse 1840 in dem zweibändigen Werk Operations carried on at the Pyramids of Gizeh in 1837, dem zwei Jahre später der zusammen mit John S. Perring herausgegebene Ergänzungsband Appendix to Operations carried on at the Pyramids of Gizeh in 1837 folgte.

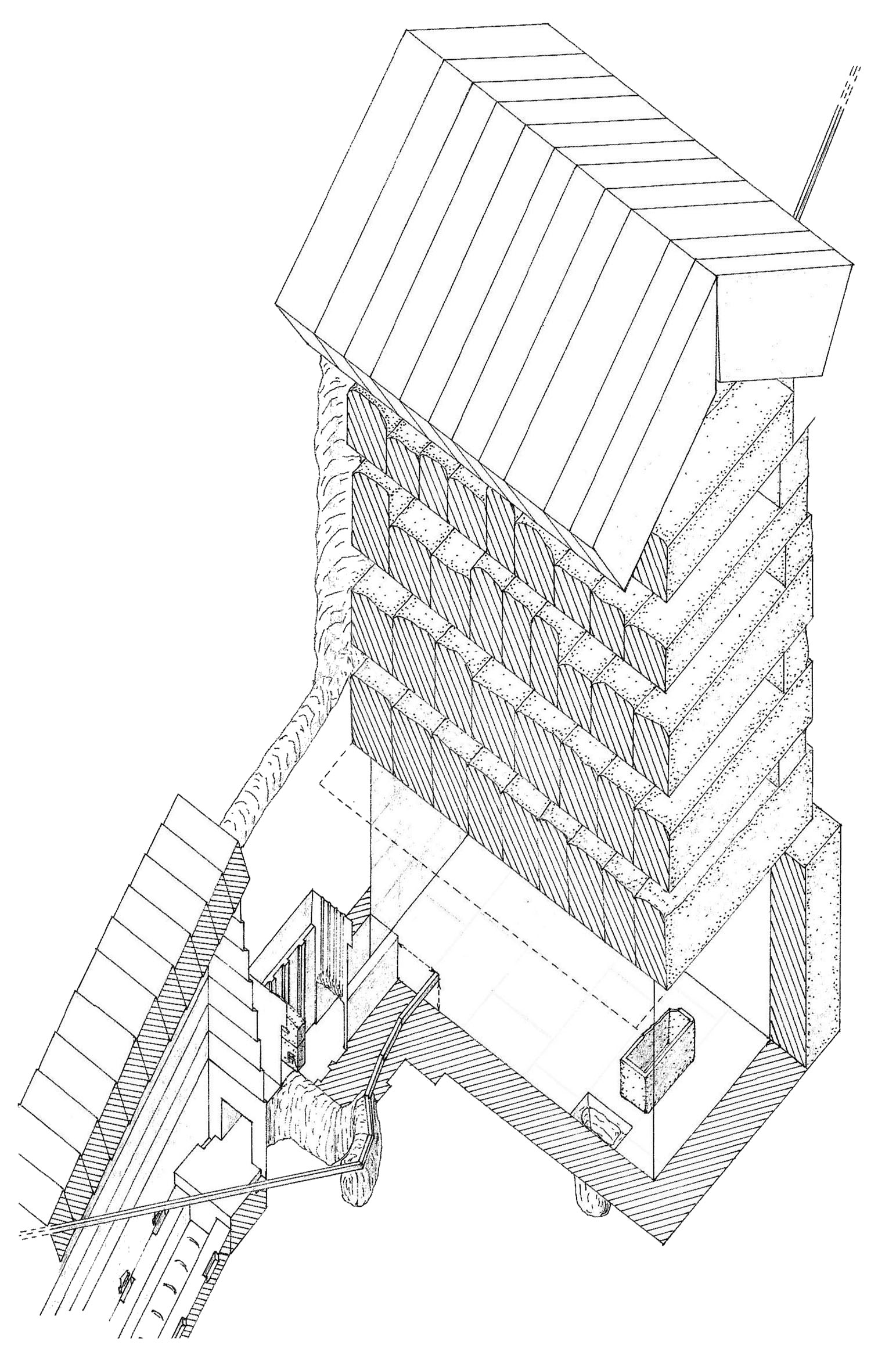
Skizze der von Vyse entdeckten Entlastungskammern über der Grabkammer der Cheops-Pyramide
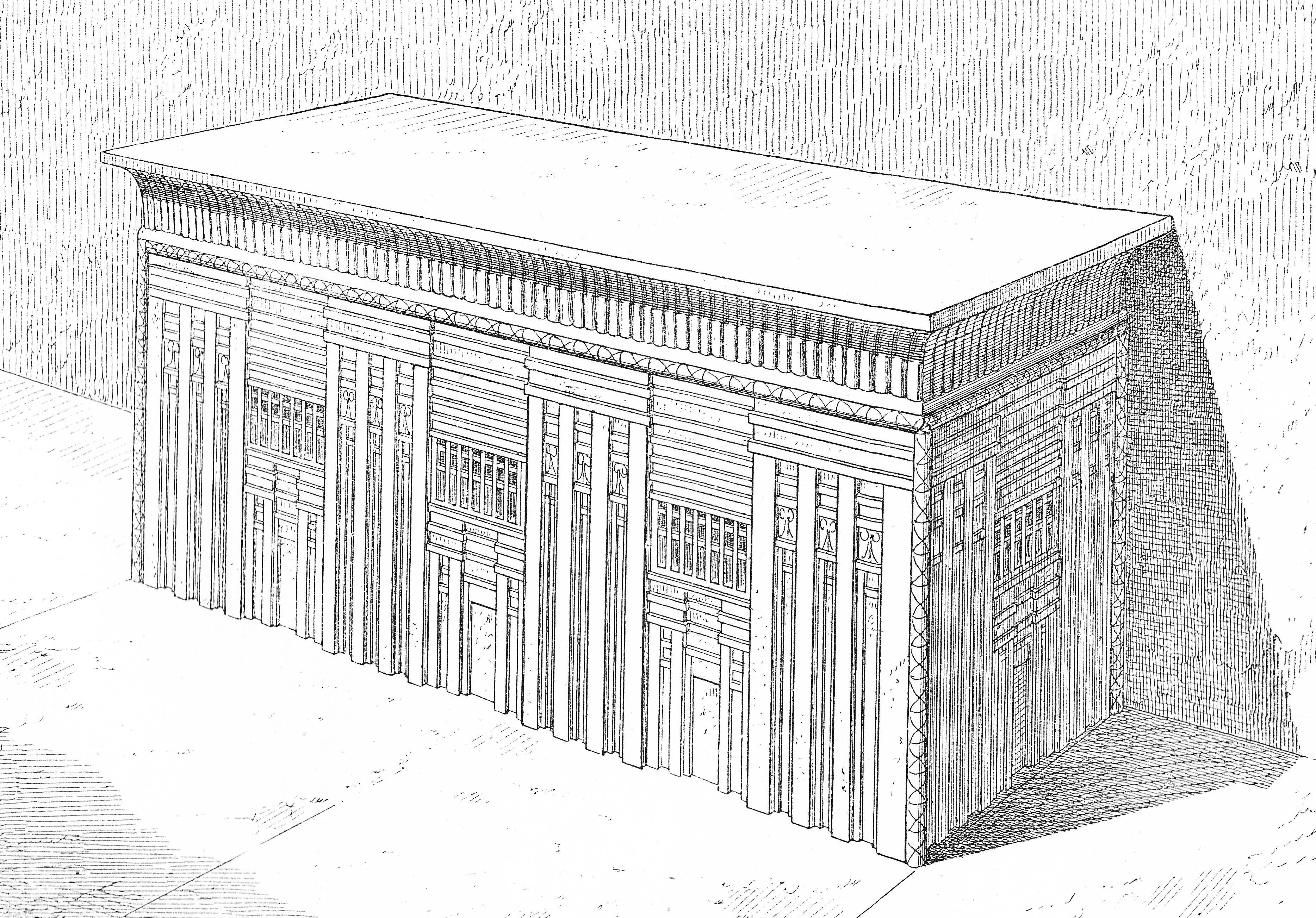
Der von Vyse entdeckte Basalt-Sarkophag des Mykerinos (nach Perring)

## Schriften
- Richard William Howard Vyse: Operations Carried on at the Pyramids of Gizeh in 1837. (2 Bände), London 1840.
- Richard William Howard Vyse, John Shae Perring: Appendix to Operations carried on at the Pyramids of Gizeh in 1837. London 1842.